# 帕韦列茨
帕韦列茨（羅馬化：Pavelets）是俄罗斯梁赞州斯科平区规模最大的市级镇，地处梁赞州西南部，位于区行政中心斯科平西偏南、州府梁赞西南方。镇内设有铁路车站图拉帕韦列茨站（Павелец-Тульский），建于1900年。
该地2022年人口有1,578人；2010年人口1,963；2002年人口2,207；1989年人口5,783。